# 龚场镇
龚场镇，是中华人民共和国湖北省荆州市监利市下辖的一个乡镇级行政单位。

## 行政区划
龚场镇下辖以下地区：
一社区、二社区、三社区、白马村、王家村、秦场村、明星村、爱国村、爱民村、张李村、迎风村、五星村、红军村、龙河村、龚场村、高红村、双湾村、刘潭村、秦廖村、白衣村、北沟村、刘场村、新庄村、邓家村、郑家村、渡口村和五一渔场。